# Halové mistrovství světa v atletice 2008

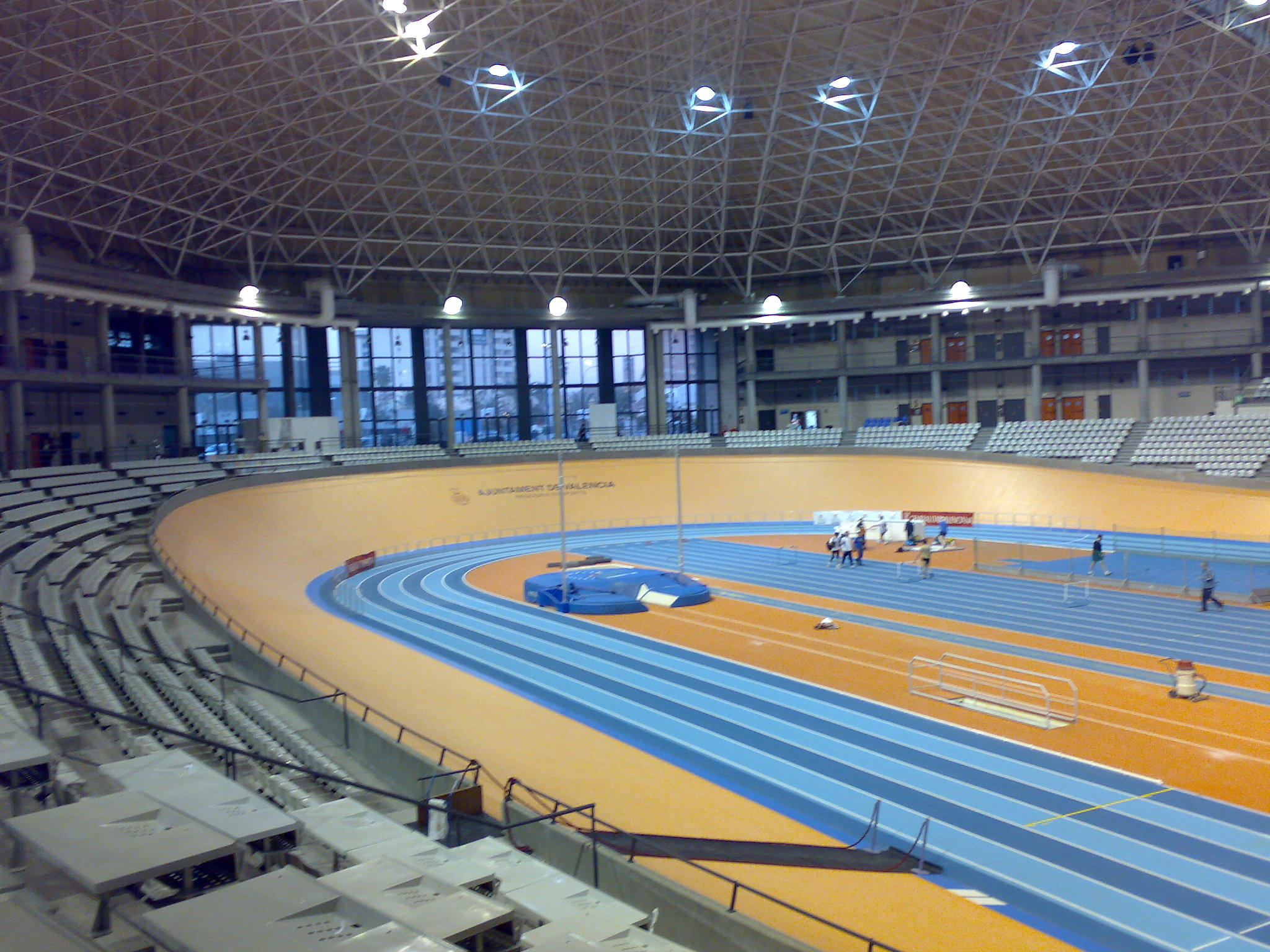
Luis Puig Palace

12. halové mistrovství světa v atletice bylo pořádáno ve španělské Valencii od 7. března do 9. března 2008 v hale Luise Puiga, která se nachází v příměstské čtvrti Paterna.
Soutěží se zúčastnilo 646 atletů z toho 374 mužů a 272 žen ze 147 států světa. Podle jiných statistik se však zúčastnilo šampionátu jen 124 zemí.

## Manipulace se vzorky
Běh na 1500 metrů měl původně jiné vítězky. Zlato získala v novém světovém rekordu 3:57,71 Ruska Jelena Sobolevová a stříbro její krajanka Julija Fomenková v čase 3:59,41. Medaile jim však byly po čase odebrány, když vyšla najevo zpráva o manipulaci s dopingovými vzorky. První vzorky byly odebrány na jaře roku 2007. Obě atletky a s nimi i několik dalších poté dostaly dvouletý trest. V červenci roku 2009 jim byl navíc trest prodloužen o dalších devět měsíců a potrestané atletky nemohly závodit do konce dubna roku 2011.

## Česká účast
Českou republiku na tomto šampionátu reprezentovalo 12 atletů (5 mužů a 7 žen). Jako třináctá do Valencie odletěla také Drahomíra Eidrnová, která byla případnou náhradnicí pro štafetový běh na 4 × 400 metrů. Českým reprezentantům se nepodařilo vybojovat žádný cenný kov. Těsně pod stupni vítězů, na 4. místě doběhla ženská štafeta ve složení Zuzana Bergrová, Denisa Ščerbová, Jitka Bartoničková a Zuzana Hejnová. Roman Šebrle musel pro zranění lýtkového svalu sedmiboj vzdát.

## Program
| H | Rozběhy | Q | Kvalifikace | ½ | Semifinále | F | Finále |

| Datum →      | 7. 3. | 7. 3. | 7. 3. | 8. 3. | 8. 3. | 8. 3. | 9. 3. | 9. 3. | 9. 3. |
| Disciplína ↓ | Dop.  | Odp.  | Odp.  | Dop.  | Odp.  | Odp.  | Dop.  | Odp.  | Odp.  |
| ------------ | ----- | ----- | ----- | ----- | ----- | ----- | ----- | ----- | ----- |
| 60 m         | H     | ½     | F     |       |       |       |       |       |       |
| 400 m        |       | H     | H     |       | ½     | ½     |       | F     | F     |
| 800 m        |       | H     | H     |       | ½     | ½     |       | F     | F     |
| 1500 m       |       | H     | H     |       | F     | F     |       |       |       |
| 3000 m       | H     |       |       |       |       |       |       | F     | F     |
| 60 m přek.   |       |       |       | H     | ½     | F     |       |       |       |
| 4 × 400 m    |       |       |       |       |       |       | H     | F     | F     |
| Skok vysoký  | Q     |       |       |       | F     | F     |       |       |       |
| Skok o tyči  |       |       |       | Q     |       |       |       | F     | F     |
| Skok daleký  | Q     |       |       |       | F     | F     |       |       |       |
| Trojskok     |       | Q     | Q     |       |       |       |       | F     | F     |
| Vrh koulí    | Q     | F     | F     |       |       |       |       |       |       |
| Sedmiboj     |       |       |       | F     | F     | F     | F     | F     | F     |

| Datum →      | 7. 3. | 7. 3. | 7. 3. | 8. 3. | 8. 3. | 8. 3. | 9. 3. | 9. 3. | 9. 3. |
| Disciplína ↓ | Dop.  | Odp.  | Odp.  | Dop.  | Odp.  | Odp.  | Dop.  | Odp.  | Odp.  |
| ------------ | ----- | ----- | ----- | ----- | ----- | ----- | ----- | ----- | ----- |
| 60 m         | H     | ½     | F     |       |       |       |       |       |       |
| 400 m        |       | H     | H     |       | ½     | ½     |       | F     | F     |
| 800 m        |       | H     | H     |       | ½     | ½     |       | F     | F     |
| 1500 m       |       |       |       | H     |       |       |       | F     | F     |
| 3000 m       | H     |       |       |       | F     | F     |       |       |       |
| 60 m přek.   |       |       |       | H     | ½     | F     |       |       |       |
| 4 × 400 m    |       |       |       |       |       |       |       | F     | F     |
| Skok vysoký  |       |       |       | Q     |       |       |       | F     | F     |
| Skok o tyči  |       | Q     | Q     |       | F     | F     |       |       |       |
| Skok daleký  |       |       |       | Q     |       |       |       | F     | F     |
| Trojskok     | Q     |       |       |       | F     | F     |       |       |       |
| Vrh koulí    |       |       |       | Q     |       |       |       | F     | F     |
| Pětiboj      | F     | F     | F     |       |       |       |       |       |       |

## Medailisté

### Muži
| Soutěž            | Zlato                                                           | Stříbro                                                                       | Bronz                                                                                |
| ----------------- | --------------------------------------------------------------- | ----------------------------------------------------------------------------- | ------------------------------------------------------------------------------------ |
| 60 m              | Olusoji Fasuba 6,51                                             | Dwain Chambers 6,54 Kim Collins 6,54                                          | neudělena                                                                            |
| 400 m             | Tyler Christopher 45,67                                         | Johan Wissman 46,04                                                           | Chris Brown 46,26                                                                    |
| 800 m             | Abubaker Kaki 1:44,81                                           | Mbulaeni Mulaudzi 1:44,91                                                     | Yusuf Saad Kamel 1:45,26                                                             |
| 1500 m            | Deresse Mekonnen 3:38,23                                        | Daniel Kipchirchir Komen 3:38,54                                              | Juan Carlos Higuero 3:38,82                                                          |
| 3000 m            | Tariku Bekele 7:48,23                                           | Paul Kipsiele Koech 7:49,05                                                   | Abreham Cherkos Feleke 7:49,96                                                       |
| 60 m přek.        | Liou Siang 7,46                                                 | Allen Johnson 7,55                                                            | Jevgenij Borisov 7,60 Staņislavs Olijars 7,60                                        |
| Štafeta 4 × 400 m | USA 3:06,79 James Davis Jamaal Torrance Greg Nixon Kelly Willie | Jamajka 3:07,69 Michael Blackwood Edino Steele Adrian Findlay DeWayne Barrett | Dominikánská republika 3:07,77 Arismendy Peguero Carlos Santa Pedro Mejia Yoel Tapia |
| Skok do výšky     | Stefan Holm 2,36 m                                              | Jaroslav Rybakov 2,34 m                                                       | Andra Manson 2,30 m Kyriakos Ioannou 2,30 m                                          |
| Skok o tyči       | Jevgenij Lukjaněnko 5,90 m                                      | Brad Walker 5,85 m                                                            | Steven Hooker 5,80 m                                                                 |
| Skok daleký       | Godfrey Khotso Mokoena 8,08 m                                   | Chris Tomlinson 8,06 m                                                        | Mohamed Al-Khuwalidi 8,01 m                                                          |
| Trojskok          | Phillips Idowu 17,75 m                                          | Arnie David Giralt 17,47 m                                                    | Nelson Évora 17,27 m                                                                 |
| Vrh koulí         | Christian Cantwell 21,77 m                                      | Reese Hoffa 21,20 m                                                           | Tomasz Majewski 20,93 m                                                              |
| Sedmiboj          | Bryan Clay 6 371 bodů                                           | Andrej Kravčenko 6 234 bodů                                                   | Dmitrij Karpov 6 131 bodů                                                            |

### Ženy
| Soutěž            | Zlato                                                                              | Stříbro                                                                               | Bronz                                                                                 |
| ----------------- | ---------------------------------------------------------------------------------- | ------------------------------------------------------------------------------------- | ------------------------------------------------------------------------------------- |
| 60 m              | Angela Williamsová 7,06                                                            | Jeanette Kwakyeová 7,08                                                               | Tahesia Harriganová 7,09                                                              |
| 400 m             | Olesja Zykinová 51,09                                                              | Natalja Nazarovová 51,10                                                              | Shareese Woodsová 51,41                                                               |
| 800 m             | Tamsyn Lewisová 2:02,57                                                            | Taťána Petljuková 2:02,66                                                             | Maria Mutolaová 2:02,97                                                               |
| 1500 m            | Gelete Burkaová 3:59,75                                                            | Meriem Jusuf Džamalová 3:59,79                                                        | Daniela Jordanovová 4:04,19                                                           |
| 3000 m            | Meseret Defarová 8:38,79                                                           | Meselech Melkamuová 8:41,50                                                           | Mariem Alaoui Selsouli 8:41,66                                                        |
| 60 m přek.        | Lolo Jonesová 7,80                                                                 | Candice Davisová 7,93                                                                 | Anay Tejedaová 7,98                                                                   |
| Štafeta 4 × 400 m | Rusko 3:28,17 Julija Guščinová Taťjana Levinová Natalja Nazarovová Olesja Zykinová | Bělorusko 3:28,90 Anna Kozaková Iryna Chljustavová Světlana Usovičová Ilona Usovičová | USA 3:29,30 Angel Perkinsová Miriam Barnesová Shareese Woodsová Moushaumi Robinsonová |
| Skok do výšky     | Blanka Vlašičová 2,03 m                                                            | Jelena Slesarenková 2,01 m                                                            | Vita Palamarová 2,01 m                                                                |
| Skok o tyči       | Jelena Isinbajevová 4,75 m                                                         | Jennifer Stuczynská 4,75 m                                                            | Fabiana Murerová 4,70 m Monika Pyreková 4,70 m                                        |
| Skok daleký       | Naide Gomesová 7,00 m                                                              | Maurren Maggiová 6,89 m                                                               | Irina Simaginová 6,88 m                                                               |
| Trojskok          | Yargelis Savigneová 15,05 m                                                        | Marija Šestaková 14,68 m                                                              | Olga Rypakovová 14,58 m                                                               |
| Vrh koulí         | Valerie Viliová 20,19 m                                                            | Li Meiju 19,09 m                                                                      | Misleydis Gonzálezová 18,75 m                                                         |
| Pětiboj           | Tia Hellebautová 4 867 bodů                                                        | Kelly Sothertonová 4 852 bodů                                                         | Anna Bogdanovová 4 753 bodů                                                           |

## Medailové pořadí
| Umístění | Stát                     | Zlato | Stříbro | Bronz | Celkem |
| -------- | ------------------------ | ----- | ------- | ----- | ------ |
| 1.       | USA                      | 5     | 5       | 3     | 13     |
| 2.       | Rusko                    | 4     | 3       | 3     | 10     |
| 3.       | Etiopie                  | 4     | 1       | 1     | 6      |
| 4.       | Velká Británie           | 1     | 4       | 0     | 5      |
| 5.       | Kuba                     | 1     | 1       | 1     | 3      |
| 6.       | Jižní Afrika             | 1     | 1       | 0     | 2      |
| 6.       | Švédsko                  | 1     | 1       | 0     | 2      |
| 8.       | Austrálie                | 1     | 0       | 1     | 2      |
| 8.       | Čína                     | 1     | 0       | 1     | 2      |
| 8.       | Portugalsko              | 1     | 0       | 1     | 2      |
| 11.      | Belgie                   | 1     | 0       | 0     | 1      |
| 11.      | Chorvatsko               | 1     | 0       | 0     | 1      |
| 11.      | Kanada                   | 1     | 0       | 0     | 1      |
| 11.      | Nigérie                  | 1     | 0       | 0     | 1      |
| 11.      | Nový Zéland              | 1     | 0       | 0     | 1      |
| 11.      | Súdán                    | 1     | 0       | 0     | 1      |
| 17.      | Bělorusko                | 0     | 3       | 0     | 3      |
| 18.      | Keňa                     | 0     | 2       | 0     | 2      |
| 19.      | Bahrajn                  | 0     | 1       | 1     | 2      |
| 19.      | Brazílie                 | 0     | 1       | 1     | 2      |
| 19.      | Ukrajina                 | 0     | 1       | 1     | 2      |
| 22.      | Jamajka                  | 0     | 1       | 0     | 1      |
| 22.      | Svatý Kryštof a Nevis    | 0     | 1       | 0     | 1      |
| 22.      | Řecko                    | 0     | 1       | 0     | 1      |
| 25.      | Polsko                   | 0     | 0       | 2     | 2      |
| 26.      | Bahamy                   | 0     | 0       | 1     | 1      |
| 26.      | Britské Panenské ostrovy | 0     | 0       | 1     | 1      |
| 26.      | Bulharsko                | 0     | 0       | 1     | 1      |
| 26.      | Dominikánská republika   | 0     | 0       | 1     | 1      |
| 26.      | Kazachstán               | 0     | 0       | 1     | 1      |
| 26.      | Kypr                     | 0     | 0       | 1     | 1      |
| 26.      | Lotyšsko                 | 0     | 0       | 1     | 1      |
| 26.      | Maroko                   | 0     | 0       | 1     | 1      |
| 26.      | Mosambik                 | 0     | 0       | 1     | 1      |
| 26.      | Saúdská Arábie           | 0     | 0       | 1     | 1      |
| 26.      | Slovinsko                | 0     | 0       | 1     | 1      |
| 26.      | Španělsko                | 0     | 0       | 1     | 1      |